# Vagarsjak Ter-Vaganjan

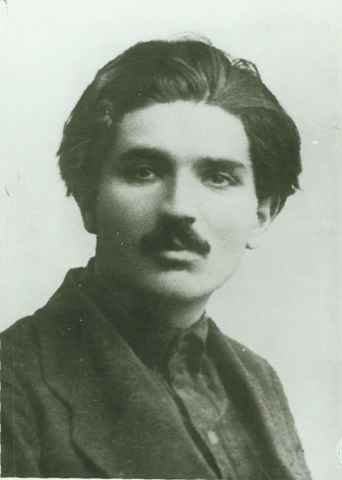
Ter-Vaganjan, 1925

Vagarsjak Aroetjoenovitsj Ter-Vaganjan (Armeens: Վաղարշակ Հարությունի Տեր-Վահանյան) (Karchevan (Sjoenik), 1893 – Moskou, 25 augustus 1936) was een bolsjewistisch revolutionair, schrijver en intellectueel van Armeense komaf. 

## Leven en werk
Ter-Vaganjan was vanaf 1912 aanhanger van de bolsjwieken en nam actief deel aan de Russische Revolutie (1917) en de Russische Burgeroorlog. Begin jaren twintig gold hij als een veelbelovend intellectueel en politicus, hoewel hij nooit echt een regeringsfunctie bekleedde. Hij werkte voor het Marx-Engels Instituut, werd onder andere redacteur van het vooraanstaande tijdschrift “Onder de banier van het Marxisme” en verkeerde veelvuldig in kringen rondom Leon Trotski. Na de dood van Lenin sloot hij zich aan bij Trotski's 'Linkse Oppositie'. Ter-Vaganjan schreef in die tijd tal van polemische artikelen en boeken, waarin hij onder meer de falsificatie van de Sovjet-geschiedenis door Jemeljan Jaroslavski bekritiseerde. Uiteindelijk kwam deze opstelling hem duur te staan: na eerst al verbannen te zijn geweest naar Kazan werd hij in 1936 gearresteerd. Nog hetzelfde jaar werd hij tijdens het eerste Moskouse showproces op basis van een gedwongen bekentenis veroordeeld wegens lidmaatschap van het fictieve terroristische ‘Trotskistisch-Zinovjistisch Blok’ en korte tijd later geëxecuteerd.
Ter-Vaganjan schreef in de jaren dertig ook een dagboek en volgens zijn weduwe twee (nooit teruggevonden) boeken over Aleksandr Poesjkin en Georgi Plechanov. Hij werd in 1988 gerehabiliteerd, tijdens de perestrojka.